# Mr. Do!
『Mr. Do!』（ミスタードゥ）は、1982年9月に当時の株式会社ユニバーサル（現・ユニバーサルエンターテインメント）から稼働されたアーケード用固定画面アクションゲームである。
主人公のピエロ「Mr.Do」を操作して場所を移動する事で通路を作り、ボールを投げつけて敵を倒しながら一定の条件を満たす事で面クリアとなる。一度投げつけたボールが手元に戻るまで使用できない事や、りんごを使用して敵を押しつぶす事を特徴としている。
ゲームデザイナーは同社の『レディバグ』（1981年）を手掛けた上田和敏が担当。なお、上田は本作のリリース後テクモに移り、アーケードゲーム『スターフォース』（1984年）や『ソロモンの鍵』（1986年）を手掛ける。
北米ではコレコビジョンやAtari 2600などの家庭用ゲーム機に移植され、日本においてはぴゅう太やMSXなど様々なパソコン機種に移植された。1995年にはイマジニアからスーパーファミコン用ソフトとして発売され、2006年にはボーステックから携帯電話ゲームとして配信された。アーケード版は2010年にWii用ソフトとしてバーチャルコンソールアーケードにて配信された。
アーケード版はゲーメストムック『ザ・ベストゲーム』での人気投票にて第56位を獲得した。
後に続編となる『Mr. Do! V.S ユニコーン』（1983年）が稼働され、以後シリーズ化された。

## ゲーム内容

### システム
ナムコから稼働された『ディグダグ』（1982年）のゲームシステムを流用した作品であるが、同作との共通点は地面を掘る事と敵を潰すアイテムの存在だけであり、様々な要素の追加によりオリジナリティを確立している。プレイヤーはレバーで赤いピエロの主人公「Mr. Do」を4方向レバーで動かし、またボタンでボールを投げる。Mr. Doが通路以外の場所を移動すると通路が出来る。ボールは主人公が投げるとバウンドし、通路に沿ってジグザグに移動する。主人公はボールを1個しか持てないので、一度ボールを投げてしまうと手元に戻らない限り、再び投げる事は出来ない。投げたボールは敵に当たると破裂して画面外へ飛び散り、若干のタイムラグの後に手元に戻る。このタイムラグは敵にぶつける毎に長くなっていくため、ボールへの頼りすぎは禁物である。なお、主人公が拾うことでも手元に戻る。
敵を倒す方法として、主人公が投げるボールを当てる、画面上に存在するりんごが落ちる際に潰されるようにする事の2通りがある。1回のボール投擲で倒せる敵は1匹のみ。りんごを使用した場合は一度に複数の敵を倒す事も出来る。りんごは2段以上の高さから落とすか最下段に落とすと割れてしまう。1段分の高さなら落下させても割れる事は無い。りんごは主人公に水平方向へ押されると移動する。これを使いこなす事がこのゲームの肝となる。なお、垂直方向に押されても移動しない。また、モンスターに押される事もあり、その際に落下してプレイヤーを潰したり、モンスター自身を巻き添えにして潰したりする事もある。
画面中央にある敵の巣からは8匹の敵が出尽くした後にデザートターゲットが出現し、取得する事で画面内の敵の動きが停止しEXTRAモンスターが出現する。EXTRAモンスターを倒して「EXTRA」の文字を揃えると1UPとなり、また強制的に面クリアとなる。EXTRAモンスターとパクパクの進行方向にあるりんごは、たとえ落下中のものであっても食べられて消滅する。ただし、口が開ききらないタイミングで落ちたりんごは当たった際に食べられずに潰す事が可能である。また既にモンスターを潰している落下中のりんごも同様に食べられずに潰すことができる。
ステージクリアの方法は、画面上にあるチェリーを全て取る、赤いモンスターを全て倒す、EXTRAモンスターを倒し、EXTRAを完成させる、ダイヤモンドを取るの4通り存在する。1ミス（後述）をしてもクリアが確定すればミスを無効にできる。
敵（各モンスター）に触れるか、りんごに潰されると1ミスとなり、全てのMr. Doを失うとゲームオーバーとなる。
このゲームには永久パターンが存在するが、永久パターン防止キャラクター等の防止策は存在しない。唯一モンスターが穴を掘ってプレイヤーに襲い掛かってくるくらいである。またプレイ自体の強制終了もなく、ゲームオーバーにならない限り永久にプレイが可能である。
なお、ステージ99をクリアするとステージ100（表示は0）になりクリアするとマップはステージ1に戻る。ただし敵の追跡速度は最速のままで、お菓子ターゲットは最高得点のジュースが出現する。

### ターゲットアイテム
| 面     | ターゲット     | 点数 |
| ------ | -------------- | ---- |
| 1      | ケーキ         | 1000 |
| 2      | ビスケット     | 1500 |
| 3      | プリン         | 2000 |
| 4      | アイスクリーム | 2500 |
| 5〜6   | ハンバーガー   | 3000 |
| 7〜8   | カップケーキ   | 3500 |
| 9〜10  | チョコレート   | 4000 |
| 11〜12 | サンドウィッチ | 4500 |
| 13〜15 | ミルク         | 5000 |
| 16〜18 | 目玉焼き       | 6000 |
| 19〜21 | ホットケーキ   | 7000 |
| 22〜   | ジュース       | 8000 |

チェリー
1個50点。ただし8個連続でチェリーを取ると、8個目のみ500点のボーナスが入る。
チェリーを連続で取ると効果音の音階がド・レ・ミ・ファ・ソ・ラ・シ・ドと順に高くなる。
チェリーを半分掘った状態を4方向から行うとバラの花の形になる。特に意味のある行為では無いが、当時の子供達の間では裏技としてある程度知られていた。当時のゲーム雑誌『AMライフ』のメーカー訪問記事の中で同社スタッフから裏技の一つという発言があり、バグではなく意図的な仕様であった可能性が高い。
お菓子ターゲット
モンスタージェネレーターから全てのモンスターが出現した後に出現。ケーキ等のお菓子の形をしている。取ると1000点以上の得点が入り、モンスターの動きが止まる。同時に音楽と画面が変化し、EXTRAモンスターとパクパク3匹が出現する。
ダイヤモンド
りんごを落下させて割ると、4096分の1の確率でダイヤモンドが出現する。一定時間経つと消えてしまう。
ダイヤモンドを取ると、8000点入り、そのステージはクリアとなる。さらに1クレジット手に入り、ゲームオーバーになってもまた1ステージからプレイできる。なお、このゲームにはコンティニューの概念はない。DIPスイッチの設定でダイヤモンドによるクレジット追加を無効にすることもできる。

### ブレイクタイム
1ループ10ステージの構成で、3ステージクリア毎（10ステージ目は1ステージ）にブレイクタイムとしてステージクリアの状態が表示される。
表示内容は、各ステージで獲得した点数、ステージクリア条件、クリアまでの時間である。10ステージクリア時には10ステージの平均獲得点数と平均クリアタイムが表示される。
EXTRAを獲得した場合やダイヤモンドを取ってステージクリアした場合は、特別なブレイクタイム画像を見る事が出来る。

### その他
- 残機が最後の1人のとき、ボールで残り1体の敵を倒しながらMr.Doがリンゴに潰されてミスになると、残機が255人に増えるというバグがある。バグ修正版のROMもあり、それが搭載されたゲーム機ではできない[3]。2024年12月19日に発売されたイーグレットツー ミニ「アーケードメモリーズVol.3」に収録されたものは、家庭用ということでこのバグあり版が移植されている。
- 敵キャラクターのロジックの1つに、任意の迷路において目的地までの最短経路を求める、A*探索のような本格的なルート探索アルゴリズムが実装されている。通常のモンスターやEXTRAモンスターでは、他の数種のアルゴリズムも切り替えて使われているため、あまり目立たないが、パクパクはそのアルゴリズムだけでプレイヤーを追跡する様子が確認できる。
- スコアにカウンターストップが存在せず999,950点を超えると0点に戻る。

## キャラクター
Mr.Do
主人公。赤地に白の服と帽子を身にまとったピエロで、地中を反射しながら進むボールが武器。
モンスター
主人公を追い回す謎の生物。インストラクション・カードなどを見る限り、どうやら怪獣のようである。普段は赤色で掘ってある場所以外は通れないが、時折七色に変身して穴を掘ってプレイヤーに向かってくる。
EXTRAモンスターが出現している間、モンスターは動きが止まるが当たり判定は残っている。
EXTRAモンスター
モンスタージェネレータの位置に出現するお菓子ターゲットを取ると画面上部から出現する。ランダムではなく、一定の間隔でEXTRAの順に移動し、お菓子ターゲットを取った位置の文字が出現するため、狙って出現させる事も出来る。
モンスターのように穴を掘ってくることはない。進行方向にあるりんごを食べてしまう。倒すとりんごに変化する。それぞれ「E」「X」「T」「R」「A」の文字が描かれ、倒すと画面に記された文字が点灯する。すべての文字が点灯するとそのステージはクリアとなりMr.Do!が増える。
5000の倍数の得点に達した場合も単独で出現する。その際はパクパクは出現しない。また、一定時間歩き回ると画面上部に帰ってしまう。
DO!がボールを持っていない時はDO!を追い、ボールを持っている時はDO!から逃げる。ただしお菓子ターゲット取得で登場した時は、パクパクが全滅するまではボールの有無にかかわらずDO!を追う。
パクパク
お菓子ターゲット取得時、EXTRAモンスターとともに3体登場。青紫で大きな口を持つ。EXTRAモンスター同様、進行方向にりんごがあるとそれを食べてしまう。ボールを当てるとパクパクがりんごに変わる。EXTRAモンスターを倒した場合、残りの全てのパクパクはりんごに変化する。ただし一部の移植版では登場しない（MSX版など）。

## 移植版
| No. | タイトル                                                    | 発売日                   | 対応機種                    | 開発元             | 発売元             | メディア                                        | 型式                       | 備考                                                                           | 出典  |
| --- | ----------------------------------------------------------- | ------------------------ | --------------------------- | ------------------ | ------------------ | ----------------------------------------------- | -------------------------- | ------------------------------------------------------------------------------ | ----- |
| 1   | Mr. Do!                                                     | 1983年6月                | コレコビジョン              | コレコ             | コレコ             | ロムカセット                                    | 2622                       |                                                                                |       |
| 2   | Mr. Do!                                                     | 1983年                   | Atari 2600                  | コレコ             | コレコ             | ロムカセット                                    | 2656                       |                                                                                |       |
| 3   | Mr. Do!                                                     | 1983年                   | ぴゅう太                    | ユニバーサル       | トミー             | ロムカセット                                    | 019E                       |                                                                                |       |
| 4   | Mr. Do!                                                     | 1983年                   | 電子ゲーム                  | トミー             | トミー             | 内蔵ゲーム                                      | -                          | マルチカラーレーザー6000シリーズの一つとして発売                               |       |
| 5   | Mr. Do!                                                     | 1984年                   | MSX                         | ユニバーサル       | COLPAX             | ロムカセット                                    | 48C99-1004                 | ぴゅう太版の移植                                                               |       |
| 6   | Mr. Do!                                                     | 1984年                   | FM-7/FM-77                  | ユニバーサル       | COLPAX             | フロッピーディスク                              | -                          |                                                                                |       |
| 7   | Mr. Do!                                                     | 1985年2月 1985年         | Atari 8ビット・コンピュータ | Datasoft           | Datasoft U.S. Gold | フロッピーディスク                              | -                          |                                                                                |       |
| 8   | Mr. Do!                                                     | 1985年2月                | コモドール64                | ユニバーサル       | Datasoft           | フロッピーディスク                              | -                          |                                                                                |       |
| 9   | Mr. Do!                                                     | 1985年3月                | Apple II                    | ユニバーサル       | Datasoft           | フロッピーディスク                              | -                          |                                                                                |       |
| 10  | Mr. Do!                                                     | 1992年11月 1992年        | ゲームボーイ                | ユニバーサル       | Ocean Software     | ロムカセット                                    | DMG-M4-USA DMG-M4-NOE      |                                                                                |       |
| 11  | ビデオゲームアンソロジーvol.10 Mr.Do! / Mr.Do! v.s UNICORNS | 1994年7月                | X68000                      | マイコンソフト     | 電波新聞社         | フロッピーディスク                              | DP-3205034                 |                                                                                |       |
| 12  | Mr. Do!                                                     | 1995年6月23日 1996年12月 | スーパーファミコン          | ユニバーサル       | イマジニア         | 2メガビットロムカセット                         | SHVC-AUNJ-JPN SNS-AUNE-USA |                                                                                |       |
| 13  | Mr. Do!                                                     | 1996年12月13日           | PC-9801/PC-9821             | マインドウェア     | マインドウェア     | フロッピーディスク                              | -                          |                                                                                |       |
| 14  | Mr. Do!                                                     | 2006年8月7日             | iアプリ                     | ボーステック       | ボーステック       | ダウンロード （iゲーム大好き!）                 | -                          |                                                                                | [ 5 ] |
| 15  | Mr. Do!                                                     | 2010年4月27日            | Wii                         | ユニバーサル       | ハムスター         | ダウンロード （バーチャルコンソールアーケード） | -                          | アーケード版の移植                                                             | [ 6 ] |
| 16  | イーグレットツー ミニ アーケードメモリーズVol.3             | 2024年12月19日           | イーグレットツー ミニ       | 瑞起 ※本体の開発元 | タイトー           | SDカード                                        | -                          | 追加SDカードに入っている10作品の1つとして収録 タイトー許諾版のバグあり版の移植 |       |

## 開発
1981年、『レディバグ』の開発者である上田和敏は、当時ユニバーサルエンターテインメント社長だった岡田和生ら8人の関係者とともにアメリカ合衆国のシカゴであるアミューズメント&ミュージック・オペレーターズ・アソシエーション（Amusement & Music Operators Association、略称：AMOA）が主催するイベントへ視察に行った。この時点で彼らは、ナムコが発売した『ディグダグ』の情報を既につかんでおり、行きの飛行機の中で岡田は「次回作は『ディグダグ』を参考にしてほしい」と上田へ指示を出した。
岡田より1週間先に帰国した上田らはアレンジ方法について考えた末、ポンプで敵を破裂させる攻撃方法を変更することにした。さらなるアレンジを考える中、上田は会社のトイレの窓から隣家の雨どいにスーパーボールが引っ掛かっている様子を見てひらめき、本作の主人公の攻撃方法に取り入れた。また、上田はランダム性を取り入れたいとも考えており、ステージクリアの条件としてダイヤモンドの獲得を追加した。
ちなみに主人公Mr.Do!はギリギリまでデザインが決まらず、完成直前までディグダグ似の雪だるまのような仮のキャラクターだったが、社長の意見によりユニバーサルのトレードマークのピエロとなった。クレジット投入時の画面に出てくるコインの絵柄に、その名残を見ることが出来る。また、プロトタイプのキャラクターのバージョンでは、主人公が死亡する際に頭が膨らんで破裂するなどやや過激な表現があったほか、メインのBGMが異なるなど、製品版の内容とは一部異なる。なお、このバージョンの基板もごく少数だが市場に流通しており、後にゲームフリークを立ち上げた田尻智はこのプロトタイプの基板を長年探し回った末に当時埼玉県にあったゲームセンターで発見し、交渉の末に入手している。
帰国後、上田の企画書を読んだ岡田は「余計なことはしなくてよいから、良いところだけをまねろ」と告げた。上田は「どうしてもこのゲームが作らせてほしい。作り終わったらこの会社を辞める」と辞表を提出し、辞表の通りに本作を開発した直後にユニバーサルエンターテインメントを去った。
上田は『Akiba PC Hotline』の忍者増田のインタビューに対し、「当時の反響は私の耳には届いておらず、Do!の残り人数が255人に増えるバグの情報も後から知って、ゲームセンターの人に申し訳ない気持ちになった」と振り返っており、以降のゲーム開発ではしっかりデバッグを行ったと述べている。

## 音楽
このゲームのBGMは以下のとおり。なお、『鉄腕アトム』については、楽曲使用にあたりJASRACに許諾を得た。
- EXTRA完成時 - 鉄腕アトム - スーパーファミコン版では、似た曲調のオリジナル曲に変更されている。
- ダイヤモンドを取得時 - Twinkle, little star（きらきら星）
- モンスター変身時 - 天国と地獄
- ブレイクタイム（製品版） - トルコ行進曲（ベートーベン）
- ブレイクタイム（試作版） - おもちゃのマーチ

## 反響
本作は個性的な作風がプレイヤーに親しまれ、駄菓子屋にオレンジ筐体で設置された事で当時の子供達に人気を誇った他、個人経営のゲームセンターなどに設置された事もあり、幅広い年齢層から大ヒットを得た。この人気により、『Mr. Du!』『Mr. Lo!』などの海賊版（コピー基板）も数多く出回った。

### 評価
アーケード版
- ゲーメストムック『ザ・ベストゲーム』（1991年）において、『ゲーメスト』読者による全アーケードゲームを対象とした人気投票で第56位を獲得した。

- ゲーメストムック『ザ・ベストゲーム2』（1998年）では『名作・秀作・天才的タイトル』と認定された「ザ・ベストゲーム」に選定され、ライターのDANは数多くのフィーチャーやテクニックが存在する事から本作がシリーズ最高傑作であると絶賛し、隠しアイテムである「ダイヤモンド」の出現時の効果音は他のゲームに熱中しているプレイヤーを振り向かせる程であったと指摘、また毎面ごとに出現するデザートターゲットが異なる点がプレイヤーに「次が見たい」と思わせる要素になっている事、りんごは一段落ちただけでは割れない事や横に動かす事も可能なため「プレーの幅が大きく広がっている」として肯定的に評価し、「1つの画面の中に非常に多くの要素を盛り込んだ贅沢な作品といえる」と総括した。一方で、永久パターンが発覚したために長く設置されなかった事を指摘した。

- ゲーム本『甦る 20世紀アーケードゲーム大全 Vol.1 アイデア満載! ユニークゲーム編』では、本作が『ディグダグ』のシステムを流用しながらもオリジナリティを確立した作品である事や、「ダイヤモンド」の出現にプレミア的な価値がある事が「子供達を興奮させ、夢中になってプレイする姿が多く見られた」として肯定的に評価した。

スーパーファミコン版
ゲーム誌『ファミコン通信』の「クロスレビュー」では8・5・6・6の合計25点（満40点）、『ファミリーコンピュータMagazine』の読者投票による「ゲーム通信簿」での評価は以下の通り、19.3点（満30点）となっている。
| 項目 | キャラクタ | 音楽 | お買得度 | 操作性 | 熱中度 | オリジナリティ | 総合 |
| 得点 | 3.2        | 3.4  | 3.3      | 3.4    | 3.1    | 2.9            | 19.3 |

## 続編
以下のような続編が存在する。ただし、続編と銘打たれてはいるものの、共通点は主人公やEXTRAのフューチャーの存在くらいで、それぞれ内容はまったく異なっている。
Mr. Do! V.S ユニコーン（1983年）
城壁のような場所で敵のユニコーンと戦いを繰り広げる。床にハンマーで穴を開け、敵をそこにはめてから一段上の床ブロックを落として攻撃する。方向を変えることが出来る階段が攻略のポイント。EXTRAモンスターも登場する。1984年にソニーからMSXへの移植版が発売された。
元々は、「ハンマーバン」として開発されており、この時点からユニコーンが登場していた一方、Mr.Doの姿はなかった 。
なお、製品版が発売される直前のロケテストでは「ミスター・ドゥズ・キャッスル」という仮名が振られており、のちにこれは海外版の題名となった。
Mr. Do!'s ワイルドライド（1984年）
ジェットコースターのレール上を歩いてゴールを目指す。途中にあるハシゴでコースターを回避することが出来る。ジェットコースターの編成（一両～三両）が不確定なため完全パターンはできず、前2作よりハードルは高い。開発時タイトルは「ゴーゴーコースター」。1985年にCOLPAXからMSXへの移植版が発売された。
Do! Run Run （1984年）→スーパーピエロ （1987年）
ユニバーサルでのMr. Do!シリーズ最終作。初代の様にターゲットを取りつつ敵を倒して行くゲーム。Mr. Doが移動する度、真後に自動的にラインが引かれ、出来るだけターゲットを残しつつもラインを囲むと、ターゲットの点数がどんどん上がったり、EXTRAモンスターを出現させるアイテムが出て来たりする。国内では一部店舗のみで稼動していた。1987年には、キャラクタやグラフィックを多少変更し、『スーパーピエロ』のタイトルで国内で稼働した。『スーパーピエロ』のMSXへの移植版も同年にニデコムから国内で販売された。
NEO Mr. Do!'（1996年）
ビスコによりMVS向けにリメイク版として稼動された。このリメイク版は、家庭用ネオジオやネオジオCDも含めてコンシューマ向けには発売されていない。

## パチスロ機
1998年に同名の機種がユニバーサル販売（現・ユニバーサルエンターテインメント）からリリースされた。その後2000年に同社初の液晶搭載機として『デュエルドラゴン』が、その9年後の2009年には5号機として『デュエルドラゴンキングダム』がそれぞれリリースされている。